# La Lapa
La Lapa je španělská obec situovaná v provincii Badajoz (autonomní společenství Extremadura).

## Poloha
Obec se nachází 85 km od města Badajoz, hlavního města provincie, a 11 km od Zafry. La Lapa spadá do okresu Zafra - Río Bodión a soudního okresu Zafra. Obcí protéká řeka Guadajira, která je přítokem řeky Guadiany. Nachází se zde barokní kostel zasvěcený sv. Onufriovi.

## Historie
V roce 1834 se obec stává součástí soudního okresu Zafra. V roce 1857 obec čítala 107 domácností a 446 obyvatel.

## Demografie
| Populace obce La Lapa z let (1857–2010) | Populace obce La Lapa z let (1857–2010) | Populace obce La Lapa z let (1857–2010) | Populace obce La Lapa z let (1857–2010) | Populace obce La Lapa z let (1857–2010) | Populace obce La Lapa z let (1857–2010) | Populace obce La Lapa z let (1857–2010) | Populace obce La Lapa z let (1857–2010) | Populace obce La Lapa z let (1857–2010) | Populace obce La Lapa z let (1857–2010) | Populace obce La Lapa z let (1857–2010) | Populace obce La Lapa z let (1857–2010) | Populace obce La Lapa z let (1857–2010) | Populace obce La Lapa z let (1857–2010) | Populace obce La Lapa z let (1857–2010) | Populace obce La Lapa z let (1857–2010) | Populace obce La Lapa z let (1857–2010) | Populace obce La Lapa z let (1857–2010) |
| --------------------------------------- | --------------------------------------- | --------------------------------------- | --------------------------------------- | --------------------------------------- | --------------------------------------- | --------------------------------------- | --------------------------------------- | --------------------------------------- | --------------------------------------- | --------------------------------------- | --------------------------------------- | --------------------------------------- | --------------------------------------- | --------------------------------------- | --------------------------------------- | --------------------------------------- | --------------------------------------- |
| 1857                                    | 1860                                    | 1877                                    | 1887                                    | 1897                                    | 1900                                    | 1910                                    | 1920                                    | 1930                                    | 1940                                    | 1950                                    | 1960                                    | 1970                                    | 1981                                    | 1991                                    | 2001                                    | 2010                                    |                                         |
| 446                                     | 453                                     | 520                                     | 473                                     | 531                                     | 488                                     | 489                                     | 553                                     | 561                                     | 674                                     | 724                                     | 612                                     | 422                                     | 397                                     | 368                                     | 313                                     | 295                                     |                                         |

## Svátky
11., 12. a 13. června se slaví na počest místního patrona sv. Onufria. Během těchto dnů, slavených před zahájením léta, navštíví La Lapu mnoho návštěvníků ze Zafry, Ferie, Alconery a dalších.

## Odkazy

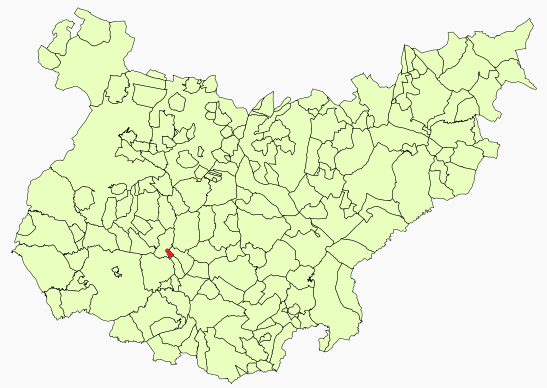
Poloha obce v provincii Badajoz